# 3,5-Bisfosforan fosfatydyloinozytolu

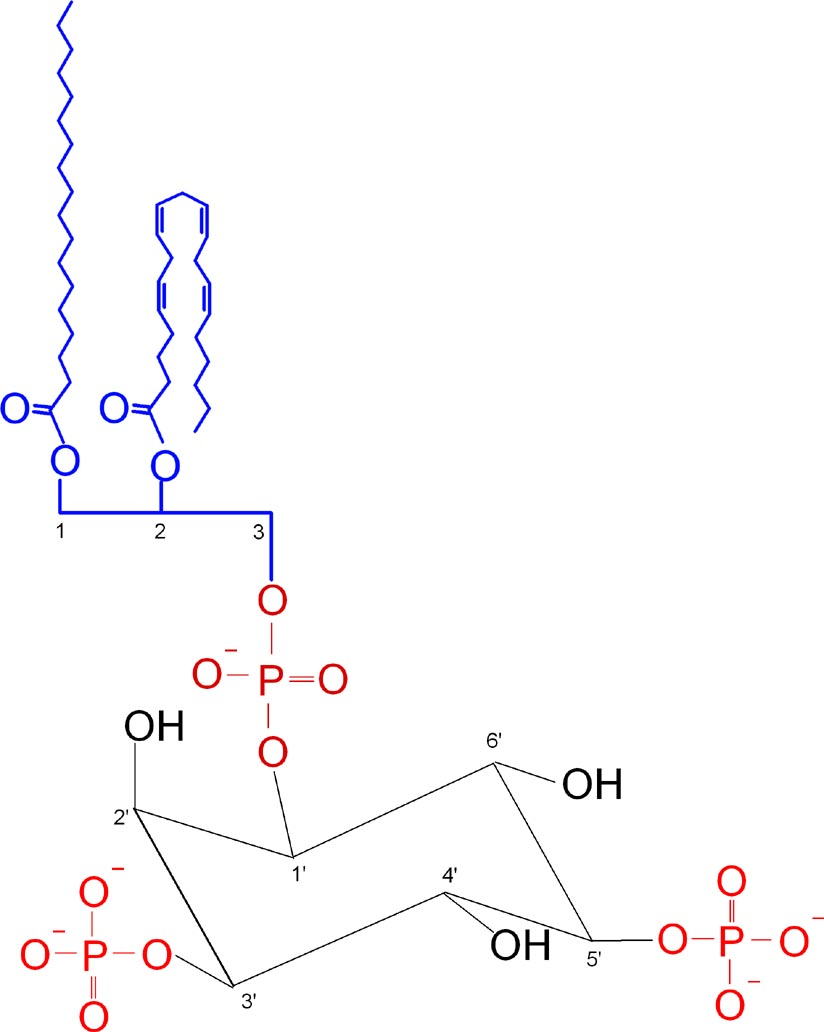
Struktura 3,5-bisfosforanu sn-1-stearylo-2-arachidonylo fosfatydyloinozytolu

3,5-Bisfosforan fosfatydyloinozytolu (PtdIns(3,5)P2, PI(3,5)P2) – pomniejszy, fosfolipidowy składnik błon biologicznych, fosforylowana pochodna fosfatydyloinozytolu. Cząsteczka sygnalna, której produkcja przez kinazę PIKfyve, uwalnia kaskadę zdarzeń rekrutującą białka zaangażowane w regulację transportu wewnątrzkomórkowego.
PtdIns(3,5)P2 jest defosforylowana przez białka z rodziny miotubulowych fosfataz lipidowych w pozycji 3 pierścienia inozytolowego, czego wynikiem jest produkcja 5-fosforanu fosfatydyloinozytolu (PtdIns5P).
PtdIns(3,5)P2 jest wiązane przez domeny wiązania fosfatydyloinozytoli szeregu białek, takich jak domena PH w centaurinie-β2, domena PX w białku SNX1 czy domenę białka Atg18p.